# Сердюк, Олег Владимирович
Олег Владимирович Сердюк (22 августа 1965) — советский футболист, защитник. Мастер спорта СССР (1986).
Начинал карьеру в донецком «Шахтёре» в 1981 году, в 1982—1983 годах выступал за дубль. Армейскую службу проходил в командах «Десна» Чернигов (1984, вторая лига) и «Искра» Смоленск (1984—1985, первая лига). В составе «Искры» дошёл до полуфинала Кубка СССР 1984/85. В 1985—1990 годах вновь играл в составе «Шахтёра». За основную команду провёл 10 матчей в Кубке Федерации (1987—1989) и 16 в чемпионате-1989. В 1991 году играл во второй низшей лиге за «Жемчужину» Сочи. В сезоне 1991/92 был в составе венгерского клуба «Спартакус» Кишкёрёш.
Участник молодёжного чемпионата мира 1985.